# Aelurillus dorthesi
Aelurillus dorthesi là một loài nhện trong họ Salticidae.
Loài này thuộc chi Aelurillus. Aelurillus dorthesi được Jean Victor Audouin miêu tả năm 1826.